# لیونل موناگاس
لیونل موناگاس (انگلیسی: Lionel Monagas; ۲۶ ژوئن ۱۸۸۹ – ۳ سپتامبر ۱۹۴۵) بازیگر اهل ایالات متحده آمریکا بود.